# Taboulé

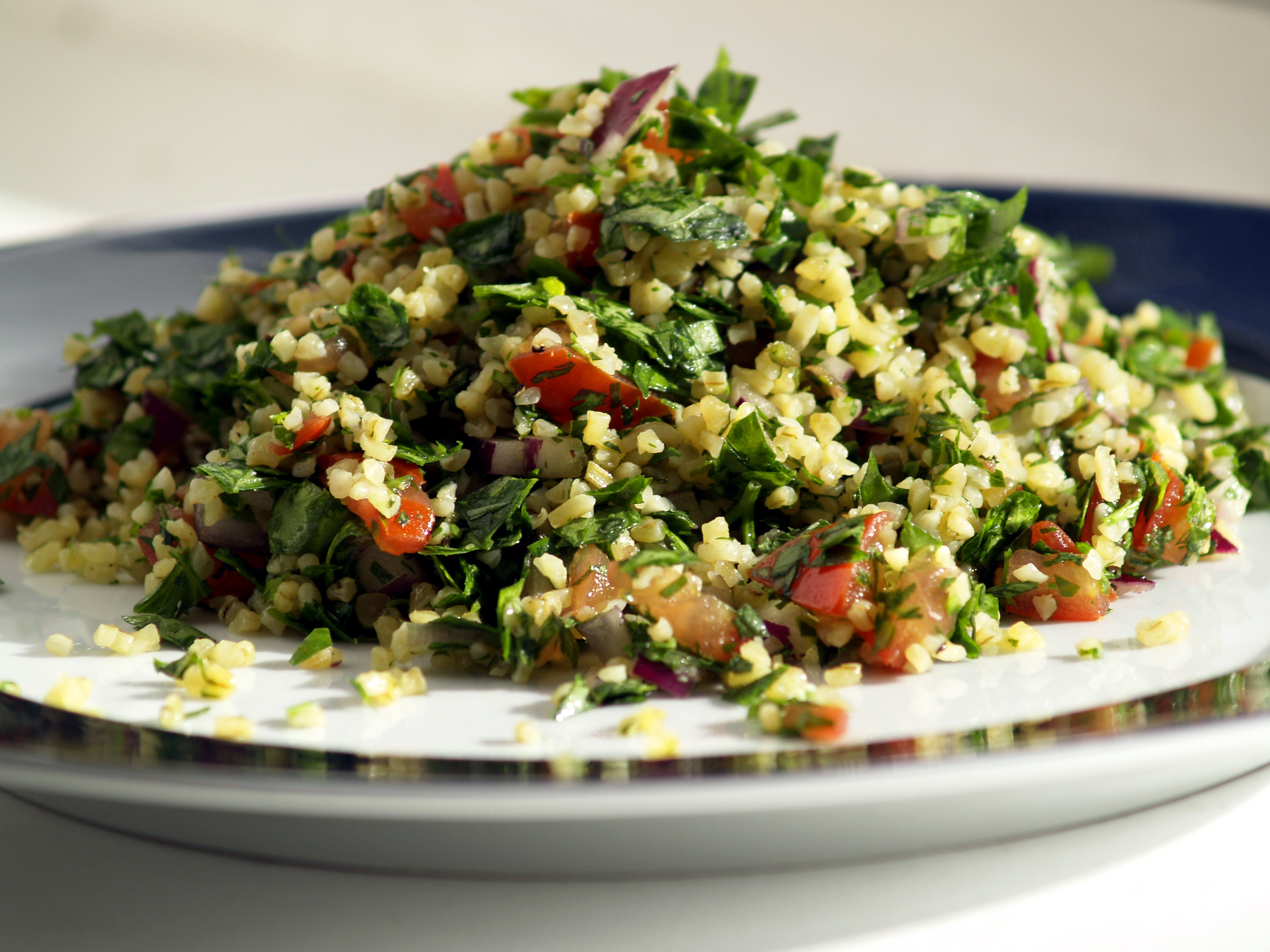
Taboulé

Taboulé (de asemenea Tabouleh sau Tabbouleh; arabă: تبولة - tabbūla) este o salată din bucătăria arabă și mai ales a bucătăriei libaneze. E cunoscută, de asemenea, și sub numele de salată bulgur. Varianta turcă se numește Kısır (Kisir).
Tabbouleh se compune din pătrunjel și bulgur fin (sau cușcuș) și roșii , ceapă verde sau hașmă, ulei de măsline, puțină apă și suc de lămâi. Tabbouleh se va condimenta cu izmă bună proaspătă precum și sare de bucătărie și piper negru.
La preparare, bulgurul se înmoaie în apă rece sau călduță, apă care este în exces este stoarsă. Pătrunjelul, ceapa verde si menta sunt tocate, roșiile sunt opărite și tăiate în cuburi mici. Pentru dressing se va amesteca sucul de lămâie cu ulei de măsline, sare si menta, după aceea se va  amesteca cu bulgur și alte ingrediente.
Tabbouleh este servit ca aperitiv (Mezze) sau ca o gustare între mese, ocazional se poate servi și ca o garnitură, cum ar fi la pește, de asemenea se poate oferit ca un fel principal. În mod tradițional, salata se va mânca pe frunze de salată verde, rar cu pâine.